# محبوب‌آباد، هند
محبوب‌آباد، هند (به انگلیسی: Mahabubabad) یک منطقهٔ مسکونی در هند است که در تلانگانا واقع شده‌است.

## خصوصیات
محبوب‌آباد  ۱۰٬۲٬۸۵۱ نفر جمعیت دارد و ۱۷۷ متر بالاتر از سطح دریا واقع شده‌است.